# اريك كريس
اريك كريس (بالدنماركية: Eric Kress)‏ (و. 1962 – م) هو مصور سينمائي من الدنمارك. ولد في زيورخ.

## وصلات خارجية
- اريك كريس على موقع IMDb (الإنجليزية)
- اريك كريس على موقع ألو سيني (الفرنسية)
- اريك كريس على موقع أول موفي (الإنجليزية)
- اريك كريس على موقع قاعدة بيانات الأفلام السويدية (السويدية)
- اريك كريس على موقع قاعدة بيانات الفيلم (الإنجليزية)
- اريك كريس على موقع كينوبويسك (الروسية)